# Spirostreptus selenoderus
Spirostreptus selenoderus är en mångfotingart som beskrevs av Orator Fuller Cook. Spirostreptus selenoderus ingår i släktet Spirostreptus och familjen Spirostreptidae. Inga underarter finns listade i Catalogue of Life.